# 966-os busz (Budapest)
A budapesti 966-os jelzésű éjszakai autóbusz a Határ út metróállomás és a Millenniumtelep HÉV-állomás között közlekedik. A viszonylatot a Budapesti Közlekedési Zrt. üzemelteti.

## Története
A 966-os vonalat a Deák Ferenc tér és Soroksár, Hősök tere között az éjszakai autóbuszvonal-hálózat 2005. szeptember 1-jei átszervezése során vezették be.
2006. november 3-ától a belső szakaszán – a 923-assal való párhuzamos közlekedés megszüntetése érdekében – egyes járatok esetén rövidített, külső vonalán valamennyi járat esetén meghosszabbított útvonalon közlekedik. A külső végállomás a Soroksár, Millenniumtelep megállóhely lett. Bizonyos járatoknál a Deák Ferenc tér és Pesterzsébet, Baross utca szakaszon a közlekedés megszűnt, ugyanakkor a csonkavonalon a járatok követési ideje 120 percről 60 percre csökkent.
2012. március 4-én üzemkezdettől az autóbuszok vonala megváltozott, az autóbuszok Deák Ferenc tér, valamint a Baross utca helyett a Határ útról indulnak.

## Útvonala
| Millenniumtelep felé | Határ út felé |
| --- | --- |
| Határ út M vá. – Határ út – Mártírok útja – Kossuth Lajos utca – Szent Imre herceg utca – Ferenc utca – Topánka utca – Baross utca – Vágóhíd utca – Alsó határút – Könyves utca – Tárcsás utca – Tisza utca – Rézöntő utca – Templom utca – Grassalkovich út szervizútja – Hunyadi utca – Tájkép utca – Haraszti út – Millenniumtelep H vá. | Millenniumtelep H vá. – Haraszti út – Grassalkovich út – Hősök tere – Templom utca – Tárcsás utca – Könyves utca – Alsó határút – Vágóhíd utca – Baross utca – Topánka utca – Szent Erzsébet tér – Kossuth Lajos utca – Mártírok útja – Határ út – Határ út M vá. |

## Megállóhelyei
| 0  | Határ út M végállomás                | 28 | 200E 914, 914A, 950, 950A, 999    |
| 2  | Mészáros Lőrinc utca                 | 26 |                                   |
| 3  | Nagykőrösi út / Határ út             | 25 | 999                               |
| 5  | Mártírok útja / Határ út             | 23 |                                   |
| 5  | Szigligeti utca                      | 21 |                                   |
| 6  | Kossuth Lajos utca / Mártírok útja   | 20 | 923                               |
| 8  | Tátra tér                            | 19 | 923                               |
| 9  | Szent Erzsébet tér                   | 17 | 923                               |
| 10 | Ady Endre utca (Topánka utca)        | 16 | 923                               |
| 11 | Pesterzsébet, városközpont           | 16 | 923, 934 (hétvége hajnalban)      |
| 11 | Baross utca                          | ∫  | 923, 934 (hétvége hajnalban), 948 |
| 11 | Pesterzsébet, Kossuth Lajos utca     | 15 | 948                               |
| 12 | Nagysándor József utca               | 14 | 948                               |
| 14 | Tinódi utca                          | 13 |                                   |
| 14 | Torontál utca (↓) Klapka utca (↑)    | 12 |                                   |
| 15 | Wesselényi utca (↓) Akácfa utca (↑)  | 12 |                                   |
| 16 | Bolyai János utca (↓) Lehel utca (↑) | 11 |                                   |
| 17 | Előd utca (↓) Vágóhíd utca (↑)       | 10 |                                   |
| 18 | Alsó határút                         | 10 |                                   |
| 19 | Gombosszeg köz                       | 8  |                                   |
| 20 | Csillag utca                         | 8  |                                   |
| 21 | Templom utca 6.                      | ∫  |                                   |
| 22 | Tárcsás utca                         | 6  |                                   |
| 23 | Erzsébet utca                        | 5  |                                   |
| 24 | Soroksár, Hősök tere H               | 5  |                                   |
| 24 | Soroksár, Hősök tere H               | ∫  |                                   |
| 26 | Gyáli-patak                          | ∫  |                                   |
| 26 | Grassalkovich út                     | ∫  |                                   |
| 27 | Szent István utca H                  | 3  |                                   |
| 28 | Orbánhegyi dűlő                      | 1  |                                   |
| 30 | Millenniumtelep H végállomás         | 0  |                                   |